# 有罪布告
「有罪布告」（ゆうざいふこく）は、BLUE ENCOUNTの楽曲。2023年6月7日に14枚目のシングルとしてリリースされた。
前作「囮囚」以来1年9ヶ月ぶりのシングル。
カップリングの「DESTINY」は、日本の映画「刀剣乱舞」の主題歌に起用。また、2023年3月31日に配信された。

## 収録曲
1. 有罪布告
2. DESTINY